# Альберт Віюк-Коялович
Альберт Віюк-Коялович гербу Костеша Відмінна (Войцех Віюк Коялович, Альберт Коялович, біл. Альбэрт Каяловіч, пол. Wojciech Wijuk Kojałowicz, лит. Albertas Kojalavičius-Vijūkas, 1609 — 6 жовтня 1677) — литовський письменник, полеміст, історик, перекладач, геральдик, доктор теологічних наук, професор філософії та ректор Віленського університету, цензор, радник і духівник віленського єпископа Завіші, заступник великого канцлера коронного.

## Життєпис
Народився в Ковенському повіті Великого князівства Литовського. Доводився братом відомому доктору філософських наук Казимиру Кояловичу (1617—1674). Обоє походили зі сполонізованого литовського шляхетського роду гербу «Віюк» («Костеша V», Остоя). Звідси мав додаток (придомок) до прізвища — «Віюк».
У 1627 р. вступив в орден єзуїтів. У 1628—1632 рр. навчався у Віленському, Несвізькому і Смоленському колегіумах ордену. У 1634—1638 рр. студіював на теологічному факультеті у Віленській академії, де в 1645 р. отримав ступінь доктора теології та до 1658 р. викладав там схоластичну філософію.
Став одним з організаторів Ковенського колегіуму.
У 1644—1645 рр. — професор полемічної теології у Бранево (Польща). Від 1649 р. — проканцлер (підканцлер) Віленської академії. У 1654—1655 рр. — ректор Віленської академії.
З 1658 р. — на службі двору віленського єпископа-суфрагана Сапеги А., єпископа Довгяло Я. (у подорожах з ними).
Став єзуїтським прокуратором Литви та делегатом до Святого Престолу в Римі на конгрегації ордену єзуїтів. Через присутність російських військ у Вільні не зміг довший час повернутися до свого міста.
У 1662—1666 рр. — препозіт (від лат. praepositus — настоятель) будинку ченців у м. Вільнюсі, став заступником провінціала (голови провінції єзуїтів у Литві) і його намісником.
Через гоніння з боку Радзивіллів проти нього — переїхав до м. Варшави (бо на думку представників династії Радзивіллів Альберт Коялович «розкрив таємниці Радзивіллів» у творі «Літопис Радзивіллів», що вийшов у м. Вільно в 1653 р.).
Від 1668 р. — префект Варшавського колегіуму.
Автор 34 опублікованих за життя праць.
Полемічні твори А. Кояловича спрямовані проти кальвіністів, протестантів. Він автор богословських трактатів, біографій єзуїтів, творів з історії України, Литви та Білорусі (див. «Велике князівство Литовське»). Головні з них: «Історія Литви», перша частина якої видана в м. Гданську в 1650 р., друга — у м. Антверпені в 1669 р. латинською мовою (дав опис подій до 1572 — року смерті короля Речі Посполитої Сигізмунда ІІ Августа); «Літопис Радзивіллів», «Хроніка Сапіг», вийшов у м. Вільно в 1653 р. теж латинською мовою. У роботах А. Кояловича багато відомостей про м. Мінськ. В його творах є багато звісток про запорозьких козаків (книга «Про дії проти запорозьких козаків у 1648—1649», Вільно, 1651).

## Праці
- «Herbarz rycerstwa Wielkiego Księstwa Litewskiego» tj.Compendium (1650 р.) oraz Nomenclator [Архівовано 5 жовтня 2014 у Wayback Machine.] (1656 р.). (пол.)
  - «Herbarz Rycerstwa W.X. Litewskiego tak zwany COMPENDIUM O Klejnotach albo Herbach ktorych Familie Stanu Rycerskiego W Prowincyach Wielkiego Xiestwa Litweskiego Zazywaja» (An Armorial of the Knighthood of the Grand Duchy of Lithuania which is called COMPENDIUM, in which the Coats of Arms or Heraldry of the Noble Families of the Grand Duchy of Lithuania are Explored), Kraków 1897.(пол.)
  - Kojałowicz W. A., «Herbarz szlachty Wielkiego Ksiestwa Litewskiego zwany Nomenclator», m. Kraków, 1905 r.(пол.)
- «Kazania o męce Pańskiej, opus posthumum», Vilnius, 1675.
- «Historiae Lithuanae pars prior, de rebus Lithuanorum ante susceptam Christianam religionem conjunctionemque… cum regno Poloniae» (Данциг, 1650 р.); (лат.)
- «Hisloriae Lithuanae pars altera a conjunctione cum Regno Poloniae ad unionem corum Dominiorum libri octo» (Антверпен, 1669 р.); (лат.)
- Коялович, А. В. Історія Литви, частина друга. К., 2023 Мультимедійне в-во Стрельбицького (переклад на укр.)
- «Miscellanea rerum ad statum ecclesiasticum in Magno Lithuaniae Ducatu pertinentium» (Вільно, 1650 р.); (лат.)
- «Rerum in M. D. Lithuaniae per tempus rebellionis Russicae gestarum commentarius etc.» (Ельбінг, 1655 р.), (лат.)
- «Fasti Radziviliani compendio continentes gesta Ducum Radziwił» (Вільно, 1653 р.), (лат.)
- «Colloquia Theologi cum Politico de electione prudenti unios verae Christianae religionis, sub nomine sui discipuli», Vilnius, 1640 (лат.)
- «Primum Societatis Jesu annum secularem Vilnae solennibus feriis celebratum», Vilnius, 1640.(лат.)
- «Compendium Ethicae Aristotelicae», Vilnius, 1645.(лат.)
- «Oculus ratione correctus, sux refutatio demonstrations ocularis de Vacuo» Vilnius 1648.(лат.)
- «Decem modi colendi Beatissimam Virginem in ejus imagine Lauretana», Vilnius, 1648.(лат.)
- «De vita et morbius P. Laurentii Bartlii S. J.», Vilnius, 1648.(лат.)
- «De rebus gestis anno 1648 et sequenti contra Cosacos Zaporovios rebelles», Vilnius, 1651.(лат.)
- Коялович, А. В. Про діяння проти запорозьких козаків у 1648 і 1649 р.р., К., 2021 ПП Фоліант  (переклад на укр.)
- «Instructio circa casus reservatos ad usum cleri Dioecisis Vilnensis», Vilnius, 1651.(лат.)
- «Colloquia Theologi cum Ministro, de dissidiis in rebus fidei inter Catholicos et Calvinistas» «O niektorych roznicach wiary, ktore między katholikami y ewangelikami zachodza: theologa z ministrem rozmowy ku przestrodze tak katholikow iako y ewengelikow», Vilnius 1653.(лат.) (пол.)
- «Instructionum Rhetoricarum partes duae», Vilnius, 1654.(лат.)
- «Compendium Vitae Alphonsi Rodriquez Soc. Jesu ex Hispanico», Vilnius, 1656.(лат.)
- «Colloquia Theologi cum Dissidente in Religione, de sincero, et non adulterato usu Sacrae Scripturae ad probandos artieulos fidei», Kalisz, 1667.(лат.)
- «Modi Sexaginta Sacrae Oratonis Varie formandae», Antwerp, 1668.(лат.)
- «Panegyrici Heroum, varia antahac manu sparsi, in anum collecti», Vilnius, 1668.(лат.)
- «Soli polique decus Sagittae Wołowicianae Ladislao Wołowicz Palatino Witebski», Vilnius, 1669.(лат.)
- Кояловичъ М. О., «Дневникъ люблинскаго сейма 1569 года. Соединеніе Великаго княжества Литовскаго с королевствомъ Польскимъ», 1869 г. — 822 с. (рос.)

## Зауваги
1. ↑  давніше Влодзімеж Двожачек твердив, що народився у Ковно → Див.: Dworzaczek W. Kojałowicz Wijuk Wojciech h. Kościesza odm. (1609–1677) // Polski Słownik Biograficzny. — Wrocław — Warszawa — Kraków : Zakład Narodowy Imienia Ossolińskich, Wydawnictwo Polskiej Akademii Nauk, 1967—1968. — T. XIII. — S. 270. (пол.)